# Георгиос Дафинис
Георгиос Дафинис или Папахадзарас (на гръцки: Γεώργιος Δαφίνης, Παπαχατζάρας) е гръцки духовник и революционер, деец на Гръцката въоръжена пропаганда в Западна Македония.

## Биография
Георгиос Дафинис е роден в македонската паланка Селица (днес Ератира, Гърция), Сятищко. Присъединява се към гръцката пропаганда и формира собствена въоръжена чета. Действа срещу българските чети на Митре Влаха и Васил Чекаларов в Костурско. Той е сред създателите на гръцкия революционен комитет в родния си град, заедно с Димитриос Икономидис и Димитриос Циарас. Работи в тясно сътрудничество с Йон Драгумис. В селишкия комитет влизат още Георгиос Цяцянис, лекарят Харилаос Анастасидис, капитанът Николаос Коляс, брат му Йоанис Коляс, Василиос Химарас, Янис Кормас, Димириос Карамициос и Йоанис Хасиотис. През есента на 1904 година Дафинис и Икономидис се срещат в Хрупища с Павлос Мелас, за да координират действията си. В средата на 1905 година в комитетът в Селица избухват противоречия, довели до сблъсъци, заради укрито от началника на гръцките чети в Западна Македония Георгиос Цондос оръжие. Дафинис убива доктора Анастасиадис, който е отговорен за укриването. След това в Селица идва Цондос. Дафинис продължава революционната си дейност и след юли 1905 година си сътрудничи с Павлос Гипарис в мисии в Северозападна Македония.